# Nalini Jameela
Nalini Jameela är en indisk författare, aktivist och sexarbetare från Thrissur i Kerala. Hon är författare till boken The Autobiography of a Sex-worker (översatt till engelska år 2007 av J. Devika) och även koordinator för Keralas fackförening för sexarbetare. Hennes kommande bok har titeln In the Company of Men: the Romantic Encounters of a Sex Worker.